# Selekcijski postopek

## Izhodišča selekcijskih postopkov
Vzrok za nastanek selekcijskega postopka  se je pojavil zaradi dejstva, da se ljudje med seboj precej  razlikujejo in da te razlike na popolnoma raznolike načine vplivajo na posameznikovo uspešnost pri opravljanju dela. Te razlike se lahko nanašajo na določene psihološke variable kot so npr. motivi, zaznavanje, interesi, aspiracije in mnogi drugi. Za celoten postopek izbire kandidatov so najpomembnejše osebnostne lastnosti in kompetence kandidata. 
Na začetku, ko ljudje želijo izbrati kandidata, ki bi najbolj ustrezal določenemu podjetju, organizatorji  sami določajo  zahteve, ki naj bi jih kandidat v idealnem primeru izpolnjeval. Za osnovo naj bi opisali profil samega delovnega mesta, nato pa profil uslužbenca, ki bi delal na tem delovnem mestu in kritične situacije, ki bi se lahko pojavile ter kriterije strogosti in zahteve.

## Postopek selekcije
Selekcijski postopek na začetku temelji najprej na samem zbiranju prejetih prijav zainteresiranih kandidatov na razpis za določeno delovno mesto. Torej, ko govorimo o prijavah kandidatov mislimo predvsem na življenjepise, različna dokazila in priporočila, katere potem razvrščamo v 3 skupine. 
Torej, na osnovi že vnaprej določenih razpisanih pogojev ločimo tiste kandidate, ki izpolnjujejo vse formalne pogoje za opravljanje dela na določenem delovnem mestu, in tiste, ki le- te izpolnjujejo, vendar zaradi določenih razvidnih lastnosti, kompetentni kadri  za selekcijo niso popolnoma prepričani v veljavnost in resničnost  izpoljnjevanja teh kriterijev pri kandidatu ter na tiste, ki ne izpolnjujejo pogojev, ki so razpisani  za opravljanje določenega dela na delovnem mestu.
Precej hitro lahko pride do težave, da veliko število kandidatov, ki so se prijavili, ne ustreza določenim kriterijem oziroma ne izpolnjujejo formalnih pogojev ali dodatnih zahtev določenega podjetja za katerega se prijavijo. Lahko se zgodi, da morajo spremeniti razpisane  pogoje, ker so mogoče prestrogi v določenih primerih. Potem se na podlagi dosedanjih izkušenj oblikujejo bolj realni kriteriji in se vse to lahko izračuna. 
V primeru, da gre za zelo deficitaren kader, se mora delodajalec kandidatom prilagoditi in jih zaposliti tudi če ne izpolnjujejo vseh pogojev.

## Načini izbora kandidatov
Poleg pregleda prijav in izvedbe zaposlitvenih razgovorov se v selekcijske namene uporabljajo tudi kadrovski vprašalniki in psihometrična testiranja. Celoten postopek selekcije opravlja strokovnjak, ki je kompetenten za to področje – psiholog, saj je usposobljen za podajanje takšnih vrst testov in ima veliko znanja s tega področja.
Pri različnih delodajalcih so tudi načini ocenjevanja in selekcije precej različni tako da se kandidati ne bi smeli zanašati na to, da so kriteriji pri vseh enaki.

## Cilj selekcijskega postopka
Cilj je primerjati zahteve delovnega mesta in njegovega delodajalca s ponudbo kandidatov in iskati neko ujemanje ali pa ugotoviti ravno nasprotno, kar je po drugi strani spet koristna informacija za delodajalca. Odvisno je od določenih potreb delodajalca in velikosti celotnega projekta (števila kandidatov in velikosti podjetja), vendar lahko izvaja selekcijski postopek sam delodajalec, njegova kadrovska oseba ali psihologi . Poleg tega obstaja tudi še  veliko število zunanjih agencij, ki se ukvarjajo s tem področjem, po navadi so v to vključeni kompetentni kadri za to -psihologi.
Vrste zaposlitvenega razgovora
Vrsta in število zaposlitvenih razgovorov, ki jih morate opraviti za eno delovno mesto, je odvisna od velikosti samega podjetja in potreb delodajalca in hkrati tudi od zahtev delovnega mesta ter števila prijavljenih kandidatov, ki bi se radi zaposlili. 
Nekateri delodajalci se odločijo, da na podlagi prijav naredijo ožji izbor in šele nato izvedejo le en zaposlitveni razgovor. Drugi se odločajo za več zaposlitvenih razgovorov zaporedoma in vsakič zmanjšajo izbor, tako da ta pravila spet varirajo od enega delodajalca do drugega.
Na zaposlitvenem razgovoru je kandidat lahko sam s psihologom, ki vodi razgovor, lahko pa je prisotno več predstavnikov delodajalca. To je vse odvisno od delodajalca in podjetja.
Delodajalci se odločajo tudi za skupinske zaposlitvene razgovore, na katere je povabljenih več kandidatov hkrati. Za veliko iskalcev zaposlitve lahko to predstavlja dodaten stres, vendar je to spet odločitev delodajalca ki oceni, da ne zmore povabit več kandidatov.

## Metode selekcije
Postopki selekcije so odvisni predvsem od vrste podatkov ki jih določen delodajalec ali delovna organizacija zahteva od kandidata, vsekakor pa se neposredno nanašajo na prosto delovno mesto. Različne delovne organizacije imajo različne prioritete pri izbiri kandidatov, zato so tudi načini izbire popolnoma raznoliki in imajo različna zaporedja izločenja.  V  fazi zbiranja prijav kandidatov za določeno delovno mesto  delodajalca in ocenjevalca psihologa ne zanima nič drugega kot kandidatovi osebni podatki, izobrazba, delovne izkušnje, določene vrste spretnosti, sposobnosti in interesa. Zaradi možnega subjektivnega pristopa k ocenjevanju  določenih prijav posameznikov ker  določene prijave so napisane pretirano ulepševalno se na osnovi njih ne smejo izločiti kandidati iz selekcijkega postopka. 

### Prijava
Formular za prijavo  vsebuje splošni del in bolj strokovni del.  Začetni del vsebuje bolj splošne osebne informacije oziroma podatke, ki se lahko kasneje uporabijo saj ocenjevalci nujno potrebujejo kontakte kandidatov, saj jih naknadno morajo obvestit o povratnih informacijah ali so sprejeti v službo ali ne. Drugi del prijave pa lahko vsebuje bolj strokovna, konkretna vprašanja povezana z natančno opredeljeno strokovno tematiko z zastavljenimi specifičnimi problemi, preteklimi delovnimi navadami, izkušnjami in zadolžitvami, informacije o določenih zmožnostih, spretnostih, interesih kandidata, o načinih spoprijemanja s konflikti, o pričakovanjih glede zaposlitve, o konjičkih, o željah po vseživljenjskem izobraževanju. Pisne prijave povejo veliko o kandidatu: npr. sposobnostih pisnega izražanja o stilu pisanja o iniciativnosti, rokopisu. (Grafolog lahko sklepa na določene značilnosti  prek rokopisa posameznika).
Priporočilo in poizvedovanje o kandidatu
Obstajata dve vrsti priporočil : osebna in strokovna. Osebna nimajo toliko težo saj so precej subjektivna in v večini primerov  prikazujejo samo pozitivne lastnosti kandidata, torej se izgubi nekakšen objektiven vpogled v posamezniko osebnost, saj ni nobenih objektivnih kriterijev niti negativnega vidika posameznika. Strokovna pa so bolj veljavna , saj se informacije o kandidatu pridobivajo neposredno od strokovnih oseb, s katerimi je posameznik največ sodeloval v določeni delovni organizaciji. Torej, išče se mnenje strokovnjaka, sodelavca. Posameznik lahko pove imena mentorjev, šefov, podobnih kardrov, strokovnjakov, za takšen podvig pa je nujno potrebno dovoljenje kandidata.

### Testiranje
Z razlnolikim spektrom vprašalnikov preverjamo podjetju potrebne vrste znanj, kompetenc, usposabljanj, spretnosti, zmnožnosti in še mnogih drugih lastnosti posameznikov.Obstajajo testi ki merijo kognitivne sposobnosti ( spomin, sposobnosti logičnega mišljenja, numerične, verbalne,nevrbalne, pisne sposobnosti); osebnostne lastnosti (interese, motiviranost, fleksibilnost, vedenje…); psihomotorične spretnosti (reakcijski časi, hitrost gibanja rok, ročne spretnosti, nožne spretnosti ali pa samo znanje na določenem področju ki ga podjetje zahteva pri delu.
Danes so prisotni ONLINE- Testi kjer se lahko preizkusi marskido in preveri če ustreza določenim kriterijem po izpolnitvi vprašalnika.

### Kadrovski vprašalniki
Delodajalci velikokrat pošljejo kandidatom, ki jih povabijo na zaposlitveni razgovor, v izpolnitev tudi kadrovski vprašalnik, ki ga je potrebno  že pred razgovorom vrniti  nazaj delodajalcu ali pa ga je potrebno prinesti s sabo na razgovor.
Kadrovski vprašalnik že vnaprej ponuja neke informacije o kandidatu za zaposlitev, ki jih delodajalec med razgovorom preveri oziroma zaprosi za dodatno pojasnilo, saj mogoče pride do določenih nejasnosti ali neujemanj med informacijami ki jih delodajalci pridobijo prek intervjua in infromacijami ki jih kandidati vpišejo v svojih življenjepis ali drugih vprašalnikih. Zato je koristno da se potem še predebatira določene najasnosti.
Kadrovski vprašalnik  v večini priemerov lahko vsebuje naslednje kategorije:
•	osnovne podatke o kandidatu (ime, priimek kandidata, naslov, rojstni podatki, telefon, izobrazba, poklic ...);
•	delovna zgodovina kanidata (organizacija v kateri je mogoče delal, delovne naloge in zadolžitve do takrat, trajanje zaposlitve, plača, razlogi za menjavo službe);
•	dodatna izobraževanje in usposabljanja ki se jih je udeležil kandidat;
•	usposobljenosti kanidata za delo z računalnikom ali pa z drugimi bolj modernimi tehnologijami
•	 o kandidatovem znanju tujih jezikov;
•	Dosedanjih kandidatovih  uspehih v celotni karieri;
•	bistvene prednosti tega  kandidata;
•	zdravstveno stanje in trenutno počutje kandidata;
•	in seveda na koncu izjava kandidata o resničnosti podatkov ki jih je podal delodajalcu ...
Seveda je spet zelo odvisno od delovnega mesta, vendar je pomembno poudariti da lahko kadrovski vprašalniki vsebujejo tudi vprašanja, ki preverjajo kandidatovo znanje na  konkertnem oz. določenem področju. Takšni vprašlniki se po navadi rešujejo takoj pred delodajalcem.

### Opazovalni centri
To so določeni prostori  znotraj katerih se ustvari skoraj popolnoma identičen delovni ambijent kot je pravzaprav tisti v katerega se želi kandidat zaposliti.  V teh prostorih se opazujejo reakcije, vedenje kanidata v večiji skupini ljudi in on ima priložnost kasneje podat določene vrste razlag za izbiro ustreznega načina odzivanja, vedenja…Pomembno je poudariti, da tukaj gre za eksperimentalno situacijo, ki je posebno pomembna če kandidat kandidira za takšno vrsto poklica ki zahteva precej kooperativnosti, fleskibilnosti, zanjdljivosti  pri delu v večjih skupinah, saj psihologi tukaj posebno opazujejo skupinsko dinamiko in kandidatovo prilagodljivost in celotno delovanje v določeni skupini na delovnem mestu in v različnih okoliščinah.

### Telefonsko preverjanje
Ta metoda selekcije se uporablja v primerih, da delodajalec ni povsem prepričan o določenem kandidatu. Chambers  jo navaja kot zelo dobro metodo selekcijo z mnogimi prednostmi. Je časovno ekonomična, kaže na to da je kandidat velikokrat bolj sproščen med telefonskim pogovorom kot med intervjuem, pogosto so kandidati pozitivno presenečeni nad podjetjevim zanimanjem zanjga in v večini primerov z veseljem nadaljujejo komunikacijo in si na ta način ocenjevalec, psiholog ustvari določeno mnenje o kanidatu npr. ali se mu zdi smiselno sploh vabiti tega kandidata v nadaljnje selekcijske postopke ali ne. So tudi slabosti te metode da ne zajame vseh zornih kotov vpogleda v posameznikovo osebnost, npr. ni očesnega kontakta, ne opazuje se gestika, mimika obraza, položaj telesa.

### Zdravniški pregled
Preden se kandidat zaposli in podpiše pogodbo o zaposlovanju je obvezen zdravniški pregled, saj se lahko  zakomplicira delo v primeru, da posameznik ni zmožen zdržati delovnega tempa in zahtevanega napora, urnik podjetja ali pa v primeru da boluje od določene vrste bolezni ki mu onemogoča normalno delovanje v podjetju in opravljanje vseh delovnih zadolžitev ki jih od njega zahteva delovna organizacija.

### Končna izbira
Ko se uporabijo vse selekcijske metode ki določena delovna organizacija zahteva od kandidata, se ocenjevalci morajo končno odločit za določeno omejeno število kandidatov ki izpolnjujejo večinoma vse kriterije določene delovne organizacije in najbolj ustrezajo podjetju.
Včasih se uporablja najbolj enostavna metoda, da se sproti izločujejo neustrezni kandidat vendar to ima tudi slabe strani, saj se eni kandidati lahko zelo slabo odrežejo na intervjuih, vendar pri vseh ostalih preizkusih imajo izjemno visoke ocene. Zato je mogoče najbolj smiselno da se že na začetku določanja kriterijev za zaposlovanje kandidata jasno opredeli način ocenjevanja in natančno določi število točk ki nosijo določene kompetence ki so izjemno pomembne za poslovanje podjetja.
Potem pa se izbere kandidat ki se uvršča najvišji rang v ocenjevalnih lestvicah in ki kaže največ ustreznosti za izpolnjevanje glavnih kriterijev delovne organizacije.
Vsi tisti ki se niso uvrstili v višje range morajo biti o tem pisno obveščeni, da niso bili izbrani.  (v skladu z 28.čen ZDR)